# Juegos Europeos de 2015
Los Juegos Europeos de 2015 (en azerí: 2015 Avropa Oyunları) fue la edición inaugural de los Juegos Europeos, un evento multideportivo exclusivo para los atletas europeos y parecido a los Juegos Panamericanos o Juegos Asiáticos. Se llevó a cabo en Bakú, Azerbaiyán, desde el 12 al 28 de junio de 2015. Estos Juegos Europeos contaron con más de 6000 atletas de 50 comités olímpicos nacionales que compitieron en 20 deportes.
La ceremonia de inauguración  de los juegos tuvo lugar el 12 de junio de 2015. En ella, Lady Gaga interpretó "Imagine" de John Lennon. La ceremonia de clausura fue el 28 de junio.
El presupuesto oficial de los Juegos ascendió a 1,12 millones de dólares, 600 mil entradas fueron vendidos, y en la preparación a los Juegos participaron unos veinte mil voluntarios. En el Juego se acreditó más de 1248 de los representantes de los medios de comunicación.
El mejor resultado en los Juegos tuvo Rusia al ganar 164 de medallas, las 79 de oro, 40 de plata y 45 de bronce. El segundo lugar obtuvo Azerbaiyán, teniendo 56 medallas, entre las que 21 fueron de oro. El tercer lugar tuvo la selección del Reino Unido, que ganó 47 medallas, las 18 de las que fueron de oro. Por el número de medallas el segundo lugar tuvo la selección nacional de Alemania con 66 medallas.

## Elección de la sede

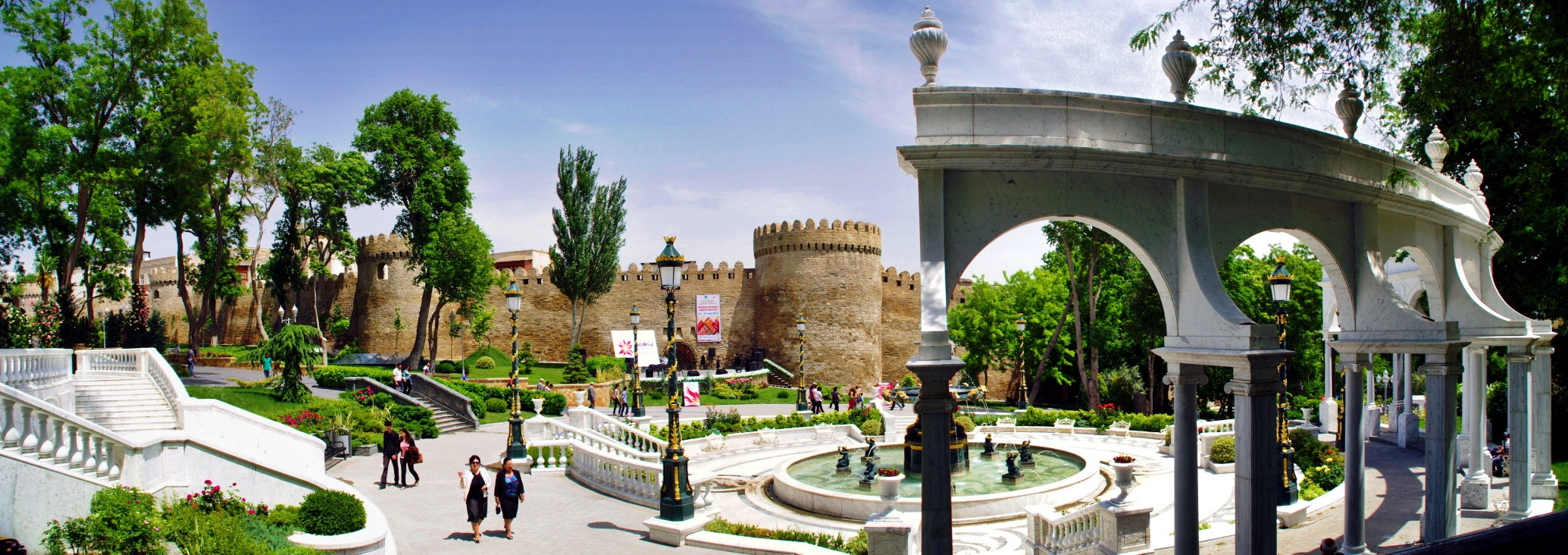
Bakú Filarmonia Park

El 8 de diciembre de 2012, en la 41.ª Asamblea General del Comité Olímpico Europeo en Roma, se decidió llevar a cabo los primeros juegos de la historia de Europa. La Asamblea contó con la participación de los 49 Comités Olímpicos Nacionales. Bakú, capital de Azerbaiyán, se adjudicó el derecho a organizar los primeros Juegos Europeos en 2015.
La decisión fue tomada como resultado de una votación secreta y confidencial, donde de un total de 48 votos, 38 fueron a favor, ocho votos fueron en contra y dos se abstuvieron de votar. Los representantes de Armenia se negaron a tomar parte en la votación.

## Organización

### Organización del Comité
Por el decreto del Presidente de Azerbaiyán, Ilham Aliyev, de 17 de enero de 2013, se creó el Comité de Organización para celebrar en el año 2015 en Bakú los primeros Juegos Europeos. Conforme a este reglamento, Mehriban Aliyeva fue designada el Presidente de la Comisión. El comité organizador de los Juegos Europeos 2015 se estableció en la primera mitad de 2013. Gabil Mehdiyev, jefe del servicio de prensa del Ministerio de Juventud y Deportes de Azerbaiyán, dice que en un principio está previsto mantener conversaciones de alto nivel entre el Gobierno de Azerbaiyán y el Comités Olímpicos Europeos.

### Apoyo
Según, Comités Olímpicos Europeos (EOC), el presidente Patrick Hickey, el encargado de la organización de los Juegos Europeos en Bakú será involucrar a los empleados de Legado PMP, que se especializa en el desarrollo de diversos deportes y actividades. En concreto, trabajaron en la preparación de los Juegos Olímpicos de 2012 en Londres.

Nos encontramos en el origen de uno de los mayores acontecimientos de la historia del deporte en Europa me siento orgulloso de decir:. los primeros encuentros europeos se celebrarán en 2015 en Bakú Nuestro bebé tan esperado por fin ha nacido.. y ahora vamos a cuidar de él con cariño y hacer todo de la mejor manera posible en la hermosa ciudad de Bakú y lo más importante, esto es sólo el principio -. la primera página de varios años, llenos de juegos europeos vibrantes. Ni siquiera hemos organizamos concursos, como por ejemplo en caso de elección de la capital de los Juegos Olímpicos. hemos seleccionado al Comité Olímpico Nacional de Azerbaiyán con la sugerencia de los partidos europeos, sabiendo de antemano que los dirigentes deportivos y estatales de Azerbaiyán están interesados en la realización de eventos a gran escala. Y las dos organizaciones firmaron una alianza perfecta.
Presidente de los COE- Patrick Hickey

## Preparación

### Voluntarios
Cerca de 20 mil voluntarios tanto de operaciones, como los participantes de las ceremonias de apertura y clausura, fueron sometidos a la preparación para los Juegos Europeos. La gran mayoría de ellos fueron los jóvenes. El Comité de Operaciones de los Juegos (BEGOC) anunció que los voluntarios de los Primeros Juegos Europeos se conocerían como "Guardianes del Fuego". Los voluntarios fueron encargados de las principales funciones durante los Juegos, incluyendo la prestación de asistencia a los deportistas y a los funcionarios, la realización de un trabajo determinado durante las competiciones deportivas, la prestación de la ayuda a los espectadores y a los representantes de los medios de comunicación.
En las ceremonias de apertura y clausura de los Juegos participaron alrededor de 6 mil voluntarios.

### Mascotas
El 25 de noviembre de 2014, el Сomité de Organización de Juegos Europeos de Bakú 2015, en la ceremonia oficial presentó las imágenes de Jeyran (la gacela) y Nar (la granada), como mascotas oficiales de la competición. Se señaló que reflejan la historia de Azerbaiyán y su futuro prometedor. La gacela se considera un símbolo de la gracia, la belleza natural, la elegancia y la pureza en Azerbaiyán y está protegido por el estado. A su vez, Nar (granada)— la fruta, que es el símbolo de la vida y la energía. La patria de esta fruta en Azerbaiyán es Goychay, donde cada año se celebra la tradicional Fiesta de la Granada.

### Sedes
Las ceremonias de medallas tuvieron lugar en la Plaza de la Victoria en la Plaza Azadlıq, lugar que fue temporal. La Villa europea se encuentra en el distrito de Nizami raion en Bakú. La Villa europea de Bakú se compone de 13 edificios, 1.042 apartamentos, 16 tipos diferentes de apartamentos con tres cuatro dormitorios por apartamento y un total de 7.510 camas.
| Clave de colores | Clave de colores  |
| ---------------- | ----------------- |
| E                | Sede ya existente |
| N                | Sede nueva        |
| T                | Sede temporal     |

Clúster de la Villa Europea
| Sede                       | Deportes              | Capacidad |   |
| -------------------------- | --------------------- | --------- | - |
| Estadio Olímpico de Bakú   | Ceremonias, Atletismo | 68,000    | N |
| Arena Nacional de Gimnasia | Gimnasia              | 6,000     | N |

Sector central
| Sede                        | Deporte                                 | Capacidad |   |
| --------------------------- | --------------------------------------- | --------- | - |
| Centro Acuático de Bakú     | Natación, Saltos, Natación sincronizada | 6,000     | N |
| Arena de Waterpolo          | Waterpolo                               | 2,000     | T |
| Beach Arena                 | Fútbol playa, Vóley playa               | 3,000     | T |
| Arena de Baloncesto de Bakú | Baloncesto                              |           | T |
| Crystal Hall                | Voleibol                                | 25,000    | E |
| Crystal Hall                | Boxeo                                   | 25,000    | E |
| Crystal Hall                | Esgrima, Karate, Taekwondo              | 25,000    | E |

Sector de la ciudad
| Sede                       | Deportes                 | Capacidad |   |
| -------------------------- | ------------------------ | --------- | - |
| Centro de Deportes de Bakú | Bádminton, Tenis de mesa | 1,628     | E |
| Estadio Tofiq Bahramov     | Tiro con arco            | 31,200    | E |
| Aliyev Arena               | Judo, Lucha              | 7,800     | E |

Otras sedes
| Sede                             | Deportes            | Capacidad |   |
| -------------------------------- | ------------------- | --------- | - |
| Centro de Tiro de Bakú           | Tiro                |           | N |
| Velódromo de ciclismo en montaña | Ciclismo en montaña |           | T |
| Velódromo de BMX                 | Ciclismo BMX        |           | N |
| Ramada                           | Triatlón (inicio)   |           | T |
| Mingachevir                      | Canotaje            |           | E |

#### Estadio principal
El Estadio Olímpico de Bakú, conocido también como Estadio Nacional de Fútbol de Azerbaiyán, que se encuentra cerca del asentamiento Boyuk Shor, fue la sede principal de atletismo y de la ceremonia de clausura. El estadio tiene una capacidad de 68 000 personas.

### Infraestructura
En junio de 2014, el Ministerio de Comunicaciones y Alta Tecnología de Azerbaiyán desarrolló un plan de cobertura de Wi-Fi en Bakú. Se espera que el proyecto cubra todos los lugares públicos en Bakú, que incluirá parques, estadios y centros comerciales.

### Financiación y administración
El Gobierno de Azerbaiyán y la Alcaldía de Bakú acordaron financiar los gastos de los juegos junto con el Comité Organizador, con un presupuesto valuado en 1250 millones de dólares. Otros gastos de capital fueron, además de presupuesto de la Comisión Organizadora, principalmente en la infraestructura de la sede.
La empresa BP, que es un operador de grandes proyectos de petróleo y gas en Azerbaiyán, fue el socio oficial de los Juegos Europeos de Bakú 2015, así como la empresa suiza fabricante de relojes Tissot fue nombrado el cronometrador oficial y proporcionó todos los servicios horarios y de puntuación.

### Política de visados en Azerbaiyán
La política de visados de Azerbaiyán no se aplicó a los participantes de estos juegos, ni a los visitantes, que pudieron visitar la ciudad sin el documento antes y durante la competición, independientemente de su nacionalidad o ciudad natal.

## Deportes
En los Juegos Europeos de Bakú 2015 se disputaron competiciones en 20 deportes: 16 deportes olímpicos, dos deportes no olímpicos (karate y sambo) y dos modalidades no olímpicas de deportes olímpicos (baloncesto 3x3 y fútbol playa).
| - Atletismo - Bádminton - Baloncesto 3x3 - Boxeo - Deportes acuáticos: - Natación - Natación sincronizada - Saltos - Waterpolo - Finswimming | - Ciclismo - Esgrima - Fútbol playa - Gimnasia - Judo - Karate - Lucha - Piragüismo - Sambo | - Taekwondo - Tenis de mesa - Tiro - Tiro con arco - Triatlón - Voleibol - Vóley playa |

## Participantes

Mapa de Europa que muestra los países participantes de los Juegos Europeos de 2015.

En estos juegos participaron 50 países pertenecientes a los Comités Olímpicos Europeos, representados por alrededor de 5800 deportistas.
| Lista de naciones participantes (cantidad de deportistas) | Lista de naciones participantes (cantidad de deportistas) | Lista de naciones participantes (cantidad de deportistas) |
| --- | --- | --- |
| - Albania (ALB) (28) - Alemania (GER) (266) - Andorra (AND) (31) - Armenia (ARM) (25) - Austria (AUT) (145) - Azerbaiyán (AZE) (289) - Bielorrusia (BLR) (150) - Bélgica (BEL) (117) - Bosnia y Herzegovina (BIH) (56) - Bulgaria (BUL) (127) - Croacia (CRO) (109) - Chipre (CYP) (23) - Dinamarca (DEN) (65) - España (ESP) (216) - Eslovaquia (SVK) (179) - Eslovenia (SLO) (83) - Estonia (EST) (59) | - Finlandia (FIN) (106) - Francia (FRA) (251) - Georgia (GEO) (105) - Grecia (GRE) (138) - Hungría (HUN) (200) - Irlanda (IRL) (63) - Islandia (ISL) (19) - Israel (ISR) (141) - Italia (ITA) (291) - Kosovo (KOS) (18) - Letonia (LAT) (67) - Liechtenstein (LIE) (10) - Lituania (LTU) (71) - Luxemburgo (LUX) (61) - Malta (MLT) (61) - Moldavia (MDA) (86) - Mónaco (MON) (6) | - Montenegro (MNE) (55) - Noruega (NOR) (58) - Países Bajos (NED) (120) - Polonia (POL) (212) - Portugal (POR) (100) - Reino Unido (GBR) (158) - República Checa (CZE) (130) - República de Macedonia (MKD) (45) - Rumania (ROU) (146) - Rusia (RUS) (359) - San Marino (SMR) (20) - Serbia (SRB) (133) - Suecia (SWE) (76) - Suiza (SUI) (130) - Turquía (TUR) (191) - Ucrania (UKR) (243) |

## Desarrollo

### Calendario
La competición constó de 253 eventos en 20 deportes.
| AP | Apertura | ● | Competiciones | 1 | Eventos finales | CL | Clausura |

| Junio                 | Junio                 | 12 Vie | 13 Sab | 14 Dom | 15 Lun | 16 Mar | 17 Mie | 18 Jue | 19 Vie | 20 Sab | 21 Dom | 22 Lun | 23 Mar | 24 Mie | 25 Jue | 26 Vie | 27 Sab | 28 Dom | Medallas Eventos |
| --------------------- | --------------------- | ------ | ------ | ------ | ------ | ------ | ------ | ------ | ------ | ------ | ------ | ------ | ------ | ------ | ------ | ------ | ------ | ------ | ---------------- |
| Ceremonias            | Ceremonias            | AP     |        |        |        |        |        |        |        |        |        |        |        |        |        |        |        | CL     |                  |
| Atletismo             | Atletismo             |        |        |        |        |        |        |        |        |        | ●      | 2      |        |        |        |        |        |        | 1                |
| Bádminton             | Bádminton             |        |        |        |        |        |        |        |        |        |        | ●      | ●      | ●      | ●      | ●      | 2      | 3      | 5                |
| Baloncesto (3x3)      | Baloncesto (3x3)      |        |        |        |        |        |        |        |        |        |        |        | ●      | ●      | ●      | 2      |        |        | 2                |
| Boxeo                 | Boxeo                 |        |        |        |        | ●      | ●      | ●      | ●      | ●      | ●      | ●      | ●      | ●      | 5      | 5      | 5      |        | 15               |
| Ciclismo              | BMX                   |        |        |        |        |        |        |        |        |        |        |        |        |        |        | ●      | ●      | 2      | 8                |
| Ciclismo              | Ciclismo de montaña   |        | 2      |        |        |        |        |        |        |        |        |        |        |        |        |        |        |        | 8                |
| Ciclismo              | Ciclismo de carretera |        |        |        |        |        |        | 2      |        | 1      | 1      |        |        |        |        |        |        |        | 8                |
| Esgrima               | Esgrima               |        |        |        |        |        |        |        |        |        |        |        | 2      | 2      | 2      | 3      | 3      |        | 12               |
| Fútbol playa          | Fútbol playa          |        |        |        |        |        |        |        |        |        |        |        |        | ●      | ●      | ●      | ●      | 1      | 1                |
| Gimnasia              | Gimnasia              |        |        | ●      | 2      |        | 1      | 2      | 3      | 10     | 16     |        |        |        |        |        |        |        | 34               |
| Judo                  | Judo                  |        |        |        |        |        |        |        |        |        |        |        |        |        | 5      | 6      | 5      | 2      | 18               |
| Karate                | Karate                |        | 6      | 6      |        |        |        |        |        |        |        |        |        |        |        |        |        |        | 12               |
| Lucha                 | Lucha                 |        | 4      | 4      | 5      | 5      |        |        |        |        |        |        |        |        |        |        |        |        | 24               |
| Natación              | Natación              |        |        |        |        |        |        |        |        |        |        |        | 7      | 8      | 9      | 7      | 11     |        | 42               |
| Natación sincronizada | Natación sincronizada | ●      | ●      | ●      | 2      | 2      |        |        |        |        |        |        |        |        |        |        |        |        | 4                |
| Piragüismo            | Piragüismo            |        |        | ●      | 5      | 10     |        |        |        |        |        |        |        |        |        |        |        |        | 15               |
| Saltos                | Saltos                |        |        |        |        |        |        | 2      | 2      | 2      | 2      |        |        |        |        |        |        |        | 8                |
| Sambo                 | Sambo                 |        |        |        |        |        |        |        |        |        |        | 8      |        |        |        |        |        |        | 8                |
| Taekwondo             | Taekwondo             |        |        |        |        | 2      | 2      | 2      | 2      |        |        |        |        |        |        |        |        |        | 8                |
| Tenis de mesa         | Tenis de mesa         |        | ●      | ●      | 2      | ●      | ●      | ●      | 2      |        |        |        |        |        |        |        |        |        | 4                |
| Tiro                  | Tiro                  |        |        |        |        | 3      | 3      | 2      | 2      | 3      | 3      | 3      |        |        |        |        |        |        | 19               |
| Tiro con arco         | Tiro con arco         |        |        |        |        | ●      | 1      | 2      | ●      | ●      | 1      | 1      |        |        |        |        |        |        | 5                |
| Triatlón              | Triatlón              |        | 1      | 1      |        |        |        |        |        |        |        |        |        |        |        |        |        |        | 2                |
| Voleibol              | Voleibol              |        | ●      | ●      | ●      | ●      | ●      | ●      | ●      | 1      | 1      | ●      | ●      | ●      | ●      | ●      | 1      | 1      | 4                |
| Waterpolo             | Waterpolo             | ●      | ●      | ●      | ●      | ●      | ●      | ●      | ●      | 1      | 1      |        |        |        |        |        |        |        | 2                |
| Total                 | Total                 |        | 13     | 11     | 15     | 21     | 11     | 16     | 11     | 18     | 25     | 13     | 9      | 10     | 21     | 23     | 27     | 9      | 253              |
| Junio                 | Junio                 | 12 Vie | 13 Sab | 14 Dom | 15 Lun | 16 Mar | 17 Mie | 18 Jue | 19 Vie | 20 Sab | 21 Dom | 22 Lun | 23 Mar | 24 Mie | 25 Jue | 26 Vie | 27 Sab | 28 Dom | Medallas Eventos |

## Medallero
País organizador
| Núm. | País               | Oro | Plata | Bronce | Total |
| ---- | ------------------ | --- | ----- | ------ | ----- |
| 1    | Rusia (RUS)        | 79  | 40    | 45     | 164   |
| 2    | Azerbaiyán (AZE)   | 21  | 15    | 20     | 56    |
| 3    | Reino Unido (GBR)  | 18  | 10    | 19     | 47    |
| 4    | Alemania (GER)     | 16  | 17    | 33     | 66    |
| 5    | Francia (FRA)      | 12  | 13    | 18     | 43    |
| 6    | Italia (ITA)       | 10  | 26    | 11     | 47    |
| 7    | Bielorrusia (BLR)  | 10  | 11    | 22     | 43    |
| 8    | Ucrania (UKR)      | 8   | 14    | 24     | 46    |
| 9    | Países Bajos (NED) | 8   | 12    | 9      | 29    |
| 10   | España (ESP)       | 8   | 11    | 11     | 30    |